# 팔레스타인 해방인민전선 총사령부
팔레스타인 해방인민전선 총사령부(영어: Popular Front for the Liberation of Palestine – General Command) 또는 약칭 PFLP-GC는 팔레스타인 해방인민전선에서 이념적 차이를 느낀 당원들이 탈당하여 만든 당이자 무장 단체이다. 1968년 팔레스타인 해방대중전선 소속 아흐메드 지브릴은 팔레스타인 해방대중전선이 무기력한 지성인들만 양성하고 팔레스타인 해방을 위한 무장 투쟁을 위해 의미있는 진전을 보이지 않고 있다는 주장을 근거로 탈당하였다. 창당 이해 PFLP-GC는 1970년대와 1980년대에 남레바논 팔레스타인 반란에 참전했으며, 이스라엘군 및 이스라엘 민간인을 상대로 아비빔 통학 버스 폭탄 테러 (1970), 스위스에어 330편 폭발 사건 (1970년), 키르야트 쉬모나 학살 (1974년), 글라이더들의 밤 (1987년)과 같은 테러 및 침투 작전을 수행했다. 1990년대부터 PFLP-GC는 무장 활동을 중단했지만, 시리아 내전이 발발하자 시리아 정부 편으로 참전했다. PFLP-GC가 운용하는 군대는 지하드 지브릴 여단이라고 불린다.